# Черната далия
Вижте пояснителната страница за други личности с името Черната Далия.
Елизабет Шорт (на английски: Elizabeth Short, 29 юли 1924 г. – 14 или 15 януари 1947 г.), станала известна след смъртта си като Черната далия, е американка, която става жертва на жестоко показно убийство.
Тя получава прозвището Черната далия (виж далия), след като нейното тяло е намерено жестоко обезобразено на 15 януари 1947 г. в парк в квартал Лаймърт на Лос Анджелис, Калифорния. Предполага се, че са я наричали така, защото е обичала да носи черно, забождала е цвете далия в косите си и заради филма „Синята Далия“.
Родена в Бостън, Шорт прекарва ранния си живот в Медфорд, Масачузетс и Флорида, преди да се премести в Калифорния, където живее баща ѝ. Често се смята, че е била амбициозна актриса, въпреки че не е имала известни актьорски роли или работа по време на престоя си в Лос Анджелис.
След откриването на тялото ѝ на 15 януари 1947 г. полицейското управление в Лос Анджелис започва обширно разследване, довело до над 150 заподозрени, но без арести. Убиецът остава неразкрит, което поражда редица слухове и става тема на няколко книги и киноадаптации. Нейният случай става широко известен, поради жестокостта на престъплението.
Неразкритото убийство и подробностите около него имат трайна културна интрига, генерираща разни теории и публични спекулации. Животът и смъртта на Елизабет Шорт са в основата на много книги и филми, а убийството ѝ често се цитира като едно от най-известните неразкрити убийства в американската история, както и като едно от най-старите неразкрити дела в окръг Лос Анджелис. Историците също го признават за едно от първите големи престъпления в Америка след Втората световна война, за да привлекат националното внимание.

## Биография

### Детство
Елизабет Шорт е родена на 29 юли 1924 г. в селището Хайд Парк (днес квартал на Бостън), щата Масачузетс и е 3-та от 5-те дъщери на Клео и Фийби Мей Шорт. Около 1927 г. семейството се премества в Портланд, Мейн, преди да се установи в Медфорд, Масачузетс (предградие на Бостън) същата година. Това е мястото, където Шорт е отгледана и прекарва по-голямата част от живота си. Бащата на Шорт строи миниатюрни голф игрища до сгромолясването на фондовия пазар през 1929 г., когато губи повечето си спестявания, а семейството се разпада. През 1930 г. колата на баща ѝ е намерена изоставена на Чарлстаунския мост и се предполага, че той е извършил самоубийство, скачайки в река Чарлс Смятайки, че съпругът ѝ е починал, майката на Шорт се премества с петте си дъщери в малък апартамент в Медфорд и работи като счетоводител, за да ги издържа.
Бети Шорт е страдала от депресия след изчезването на баща си. Тя е описвана, като „красиво момиче, китайска кукла със синьо-зелени очи, с красива походка“. Била е популярна в училище и с посредствени оценки.
Проблем с бронхит и тежки астматични пристъпи налагат Шорт да претърпи операция на белите дробове на 15-годишна възраст, след което лекарите препоръчват да се премести в по-мек климат през зимните месеци, за да се предотвратят по-нататъшни дихателни проблеми. След това майката на Шорт я изпраща да прекара зимата в Маями, Флорида със семейни приятели. През следващите три години, Елизабет живее във Флорида през зимните месеци и прекарва останалата част от годината с майка си и сестрите си.

### Калифорния
В края на 1942 г. майката на Шорт получава извинение от своя предполагаем починал съпруг, оказал се жив и започнал нов живот в Калифорния. През декември с.г., на 18-годишна възраст, Шорт се премества да живее с баща си, когото не е виждала от 6-годишна. По това време той работи в близката военна корабостроителница на остров Маре в залива Сан Франциско. Елизабет не се разбира с баща си. Споровете между нея и баща ѝ довеждат до напускането ѝ през януари 1943 г. Скоро след това тя започва работа в борсата на базата в Кемп Кук (сега военновъздушна база Ванденберг), близо до Ломпок, живеейки с няколко приятели, и за кратко със сержант от военновъздушните сили, който се отнася грубо с нея. През 1943 г. се премества в Санта Барбара, където е арестувана на 23 септември 1943 г., че пие непълнолетна в местен бар. Органите за непълнолетни я изпращат обратно в Медфорд, но тя се връща във Флорида, като посещава само от време на време Масачузетс.
На Нова Година Шорт се запознава на парти с майор Матю Гордън младши. Двамата се сприятеляват, започват да си пишат писма. Не след дълго те се влюбват. В началото на лятото се сгодяват, но на 10 август 1946 г.Матю Гордън загива при катастрофа над Индия по време на мисия. Елизабет е написала писма, адресирани до майка и, в които се съобщава за годежа и, но те не са изпратени. 
Елизабет Шорт се мести в Лос Анджелис през юли 1946 г., за да посети лейтенанта от ВВС Джоузеф Гордън Фиклинг, когото познава от Флорида. Фиклинг е разположен във военновъздушната база на военноморския флот в Лонг Бийч. Тя прекарва последните шест месеца от живота си в Южна Калифорния, най-вече в района на Лос Анджелис. Малко преди смъртта си работи като сервитьорка и наема стая зад нощния клуб „Флорентински градини“ на булевард „Холивуд“. Често е споменавана като амбициозна или бъдеща актриса. Според някои източници тя има стремеж да бъде филмова звезда, въпреки че няма известни актьорски роли.

### Убийство
На сутринта на 15 януари 1947 г. полуголото тяло на Елизабет Шорт е намерено разрязано на 2 части на необитаем терен в западната част на Южен Нортън авеню, по средата между улица „Колизеум“ и 39-а улица в Лаймърт парк, Лос Анджелис. По онова време кварталът е до голяма степен неразвит. Местната жителка Бети Берсингер открива тялото около 10:00 часа сутринта, докато се разхожда с 3-годишната си дъщеря. Първоначално Берсингър смята, че е намерила изхвърлен манекен. Когато разбира, че е труп, тя се втурва в близка къща и се обажда в полицията.
Осакатеното тяло на Шорт е напълно отрязано в кръста и изцедено изцяло от кръвта, оставяйки кожата ѝ бледо бяла. Медицинските експерти установяват, че е мъртва от около 10 часа преди откриването, което прави времето на смърт или някъде през късната вечер на 14 януари, или в ранните сутрешни часове на 15 януари. Тялото очевидно е измито от убиеца. Лицето на Шорт е прерязано от ъглите на устата до ушите, създавайки ефект, известен като „усмивката на Глазгоу“. Тя има няколко порязвания на бедрото и гърдите си, където цяла част от месото е отрязана. Долната половина на тялото е разположена на около фут от горната част, а червата ѝ са сгънати под бедрата ѝ. Трупът „позира“, с ръце над главата, лактите под прав ъгъл и краката разкрачени.
При открития труп се събира тълпа от минувачи и репортери. Аги Ъндърууд, репортер на „Los Angeles Herald Express“, е сред първите, които пристигат на сцената, и прави няколко снимки на трупа и местопрестъплението.